# 克倫威爾 (愛荷華州)
克倫威爾（英語：Cromwell）是一個位於美國愛荷華州尤寧縣的城市。

## 地理
克倫威爾的座標為41°02′27″N 94°27′45″W / 41.04083°N 94.46250°W，而該地的平均海拔高度為392米（即1286英尺）。

## 人口
根據2010年美國人口普查的數據，克倫威爾的面積為0.75平方千米，當中陸地面積為0.75平方千米，而水域面積為0.00平方千米。當地共有人口107人，而人口密度為每平方千米142人。